# Беспорядки в Тибете
Тибетский «мятеж» — массовые антикитайские протесты, вспыхнувшие в Тибете 14 марта 2008 года.
Инициаторами протестов стали буддийские монахи, вышедшие на марш в память о годовщине изгнания маоистами Далай-ламы из Тибета. Вечером того же дня в Лхасе начались погромы китайских магазинов и сожжение машин.
В город были введены части китайской армии, для разгона протестующих, по заявлениям некоторых СМИ, было применено огнестрельное оружие (китайская сторона этот факт категорически отрицает). 16 марта насилие перекинулось на соседние с Тибетом тибетские территории, включенные в китайские провинции. Например, в Сычуани тибетцы разгромили полицейский участок.
По мнению сторонников тибетского правительства в изгнании, причиной всех этих протестов была репрессивная политика КПК в Тибете и массовое недовольство тибетского народа китаизацией их оккупированной страны. В свою очередь в Пекине обвиняют Далай-ламу в подстрекательстве к беспорядкам с целью раскола Китая.

## Итоги беспорядков
Китайская сторона заявляет, что погромщики убили свыше 10 человек и ранили ещё 61 (включая представителей правоохранительных органов). От нападений пострадало 214 магазинов.
Четверо организаторов поджогов были приговорены к смертной казни, один — к пожизненному заключению.